# Fajã da Penedia

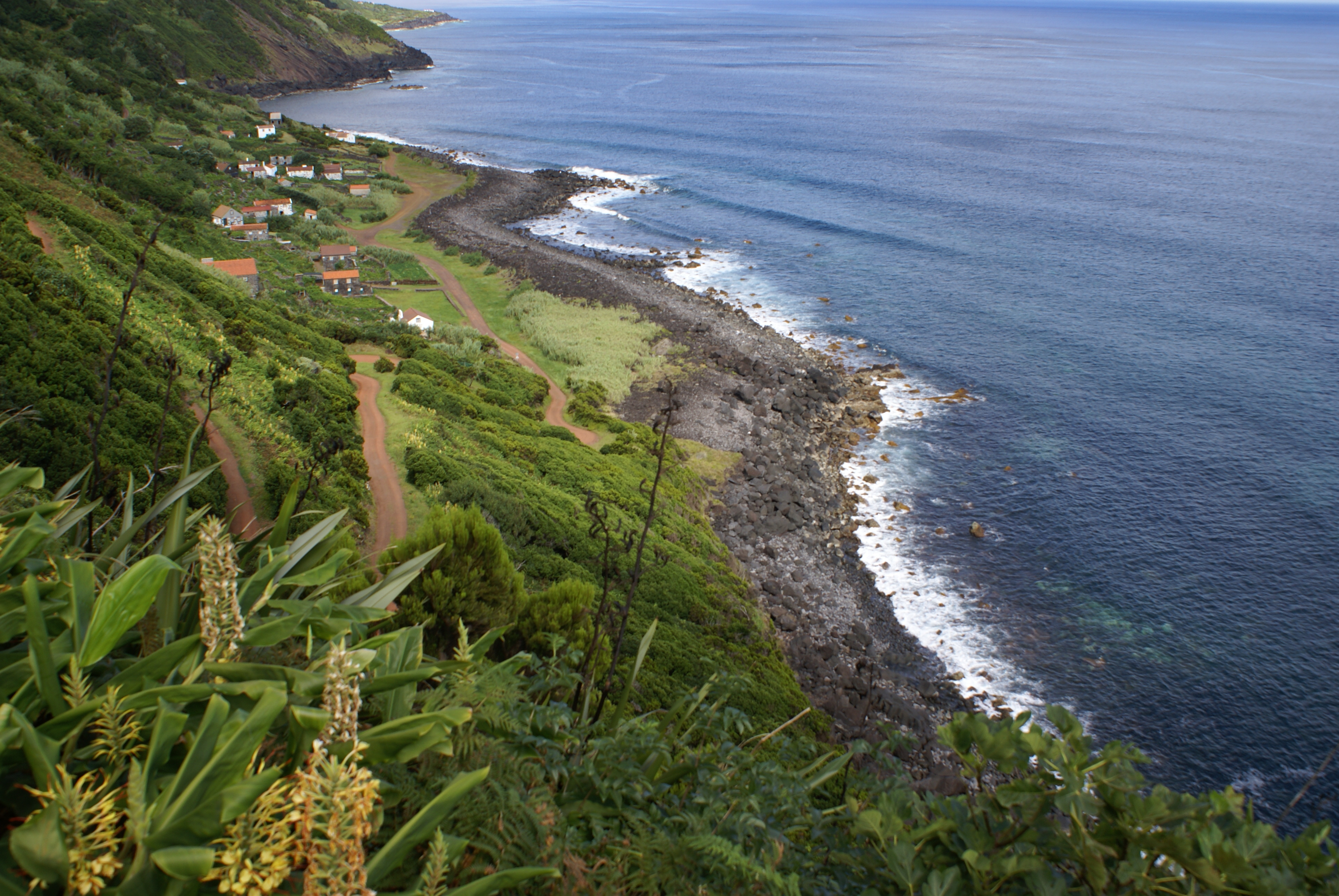
Fajã da Penedia, Norte Pequeno.

A Fajã da Penedia é uma fajã portuguesa localizada no freguesia do Norte Pequeno, concelho da Calheta, ilha de São Jorge.
O acesso a esta fajã pode ser feito de carro que tem de descer a fajã por um caminho de terra batida que começa na fregueia do Norte Pequeno e termina já na fajã no Canto da Abelheira que serve de local de desvio de transito para as três fajãs servidas pelos mesmo caminho, a saber: a Fajã da Penedia, a Fajã da Ponta Grossa ou do Mero e a Fajã das Pontas.
Aqui existem bastantes casas, sendo umas de construção recente, e outras de construção bastante antiga. Pelo menos uma das casas mais antigas foi habitada de forma permanente durante muitos anos.
O chafariz desta fajã, datado de 1972, é alimentado com a água da única fonte aqui existente.
Esta fajã tem um curioso templo a Ermida de Santa Filomena que embora pequena é muito bonita graças aos seus seus exotismos. que foi benzida no dia 27 de Maio de 1889 dedicada a Santa Filomena, que era local de romarias para pagamento das muitas promessas feitas por devotos de toda a ilha. Devido a um contencioso entre o proprietário e a Diocese de Angra do Heroísmo, sede do bispado dos Açores, a ermida chegou a ser excomungada e encerrada, encontrando-se agora no activo.
O terramoto de 1980 causou grande destruição por toda a Fajã que acutalmente tem o seu parque habitacional quase todo recuperado.
Nesta fajã há muito peixe, em especial o congro, a moreia e a abrótea.
Os pássaros mais frequentes nesta fajã são: A pomba, o garajau e o cagarro.
Esta fajã é local de cultivo de várias plantas como o inhame, a vinha, a abóbora, a couve, o tomate e o vime para os cestos que aqui são feitos e utilizados na lavoura.
Ainda resta um fio de lenha que é pouco utilizado. Devido a ser um lugar calmo e isolado, é procurado pelos turistas para acampar e pelas pessoas que vêm passar alguns dias às suas casas. A natureza está bem conservada e aos poucos vai ocupando o lugar deixado pelo homem.